# Funzione vuota
In matematica, una funzione vuota è una funzione il cui dominio è l'insieme vuoto. Per ogni insieme A esiste una e una sola funzione vuota 
fA: ø → A.
Molti autori, quando definiscono il termine di funzione costante, non si preoccupano di stabilire se la funzione vuota corrisponde o no a tale definizione, e usano ciò che, di volta in volta, è più conveniente. A volte, però, è meglio non considerare costante la funzione vuota, e si preferisce utilizzare una definizione che faccia riferimento all'insieme di arrivo. Questo modo di procedere è analogo a quello che si fa quando non si considera connesso uno spazio topologico vuoto, oppure non si considera semplice il gruppo banale.